# Ian Botham
Ian Terence Botham, barón Botham, OBE (nacido el 24 de noviembre de 1955) es un comentarista de críquet inglés, miembro de la Cámara de los Lores, exjugador de críquet, presidente del Durham County Cricket Club desde 2017 y recaudador de fondos benéficos. Aclamado como uno de los mejores jugadores polifacéticos de la historia del críquet, Botham representó a Inglaterra tanto en pruebas como en partidos internacionales de un día. Formó parte de las selecciones inglesas que terminaron subcampeonas en la Copa del Mundo de Cricket de 1979 y subcampeonas en la Copa del Mundo de Cricket de 1992.
Jugó la mayor parte de su críquet de primera clase con el Somerset, y en otras ocasiones compitió con Worcestershire, Durham y Queensland. Era un bateador diestro agresivo y, como lanzador medio-rápido diestro, destacaba por su swing. Generalmente jugaba cerca del wicket, sobre todo en los slips. En el críquet Test, Botham anotó 14 siglos, con una puntuación máxima de 208, y de 1986 a 1988 ostentó el récord mundial de más wickets en Test, hasta que fue superado por su compañero Sir Richard Hadlee. Consiguió cinco wickets en una entrada en 27 ocasiones, y 10 wickets en un partido en cuatro ocasiones. En 1980, se convirtió en el segundo jugador en la historia de los Test en completar el "doblete" de anotar 100 carreras y conseguir 10 wickets en el mismo partido. Con motivo de los 1000 Test de Inglaterra en agosto de 2018, fue nombrado en el mejor Test XI del país por el ECB.
En ocasiones, Botham se ha visto envuelto en polémicas, como un sonado caso judicial en el que se vio implicado su rival Imran Khan y una disputa con la Royal Society for the Protection of Birds (RSPB). Estos incidentes, unidos a sus éxitos sobre el terreno de juego, han atraído la atención de los medios de comunicación, especialmente de la prensa sensacionalista. Botham ha utilizado su fama para recaudar fondos destinados a la investigación de la leucemia infantil. El 8 de agosto de 2009, fue incluido en el Salón de la Fama del Cricket del ICC. En julio de 2020, se anunció que Botham sería elevado a la Cámara de los Lores y que ocuparía un escaño en la misma.
Botham tiene una amplia gama de intereses deportivos fuera del críquet. En el colegio era un futbolista de talento y tuvo que elegir entre el críquet y el fútbol como carrera. Eligió el críquet pero, aun así, jugó al fútbol profesional durante algunas temporadas e hizo once apariciones en la Football League para el Scunthorpe United, convirtiéndose en el presidente del club en 2017. Es un golfista entusiasta, y sus otros pasatiempos incluyen la pesca con caña y el tiro. Ha sido nombrado caballero y miembro vitalicio de la nobleza.

## Primeros años y evolución como jugador de críquet (1955-1973)
Ian Botham nació en Heswall, Cheshire, hijo de Herbert Leslie ("Les") Botham y Violet Marie, de soltera Collett. Su padre había estado en el Fleet Air Arm durante los veinte años que duró la Segunda Guerra Mundial; su madre era enfermera. La familia se trasladó a Yeovil antes de que Botham cumpliera los tres años, después de que su padre consiguiera un trabajo como ingeniero de pruebas en Westland Helicopters. Ambos padres jugaban al críquet: su padre en el Westland Sports Club, mientras que su madre capitaneaba un equipo de servicios de enfermería en Sherborne. Botham desarrolló su afición por este deporte antes de empezar la escuela: se subía a la valla del Yeovil Boys' Grammar School para ver a los alumnos jugar al críquet. Cuando tenía unos cuatro años, llegó a casa con una pelota de críquet y le preguntó a su madre: "¿Sabes cómo se agarra una pelota cuando vas a lanzar un daisy-cutter". A continuación hizo una demostración del agarre y se fue a practicar el lanzamiento.
Botham estudió en la Milford Junior School de la ciudad, donde comenzó su "idilio" con el deporte. A los nueve años jugaba al críquet y al fútbol en los equipos del colegio, dos años antes que la mayoría de sus coetáneos. Jugar contra los chicos mayores obligó a Botham a aprender a golpear la pelota con fuerza y a mejorar su nivel. A la misma edad, iba a los partidos con su padre, que jugaba en el Westland Sports Club, y si uno de los equipos estaba corto, él intentaba conseguir un partido. Su padre recordaba que, aunque nunca jugaba a los bolos y rara vez bateaba, recibía elogios por su calidad en el campo. Se unió a la Brigada de los Muchachos, donde había más oportunidades deportivas. A los nueve años, había empezado a "rondar" los campos de recreo locales con el equipo siempre a punto, buscando jugar en cualquier equipo que estuviera falto de jugadores. A los doce años ya jugaba partidos ocasionales en el segundo equipo del Yeovil Cricket Club.
Botham estudió en el Bucklers Mead Comprehensive School de Yeovil, donde siguió practicando deporte y jugó en los equipos de críquet y fútbol del colegio. A los trece años se convirtió en capitán del equipo de cricket sub-16. Sus actuaciones en el colegio llamaron la atención de los alumnos de Somerset. Sus actuaciones con la escuela llamaron la atención de Bill Andrews, entrenador de las categorías inferiores del Somerset County Cricket Club. Aún con trece años, anotó 80 carreras en su debut con el equipo sub-15 de Somerset contra Wiltshire, pero el capitán del equipo, Phil Slocombe, no le llamó para que lanzara, ya que le consideraba un bateador especialista. Dos años más tarde, Botham tuvo la oportunidad de elegir entre el fútbol y el críquet: Bert Head, entrenador del Crystal Palace, le ofreció ser aprendiz en el club de Primera División. Él ya tenía un contrato con el Somerset y, tras discutir la oferta con su padre, decidió seguir la carrera de críquet, ya que creía que era mejor jugador. Cuando le informaron de que quería ser deportista, el profesor de carrera de Botham le dijo: "Bien, todo el mundo quiere hacer deporte, pero ¿Qué vas a hacer realmente?".

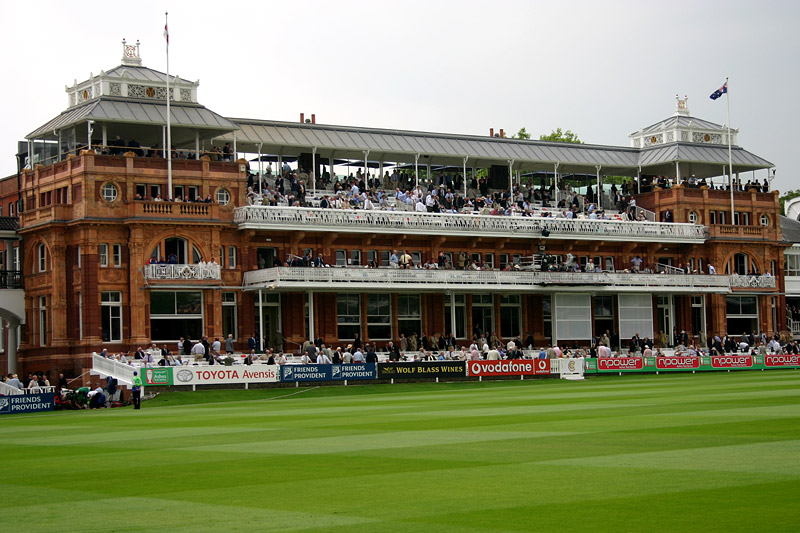
El pabellón del Lord's Cricket Ground, donde Botham trabajó como jardinero en 1972 y 1973

En 1972, a la edad de 16 años, Botham abandonó la escuela con la intención de jugar al críquet en el Somerset, que mantuvo su contrato, pero consideró que era demasiado joven para justificar un contrato profesional completo, por lo que Botham se unió al personal de tierra en Lord's. Como chico de tierra, tenía numerosas tareas, como "limpiar las ventanas del pabellón, empujar el rodillo los días de partido, vender tarjetas de puntuación, pulsar botones electrónicos en los marcadores y apresurar los análisis de bolos al vestuario".  A pesar del tiempo que pasaba en las redes, Harry Sharp, entrenador del Marylebone Cricket Club (MCC), consideraba que Botham sólo tenía potencial para convertirse en un "buen jugador de críquet del condado". Botham viajó varias veces durante la temporada para jugar con los sub-25 de Somerset, pero no destacó en ninguno de los partidos. Sus apariciones con el MCC fueron similares: rara vez anotó más de 50 carreras y se le utilizó poco como lanzador. En uno de esos partidos contra "Escocia A", los MCC Young Cricketers utilizaron ocho lanzadores en su segunda entrada, pero Botham no estaba entre ellos.
Al año siguiente, siendo todavía "ground boy" en Lord's, se le pidió a Botham que volviera a jugar más a menudo con los sub-25 de Somerset. Contra Glamorgan Sub-25, anotó 91 carreras y se llevó tres wickets, mientras que poco menos de un mes después se llevó otros tres wickets contra Hampshire. Pasó a jugar para el segundo equipo del condado en el Minor Counties Championship, y aunque todavía se le utilizaba poco como lanzador, hizo algunas buenas puntuaciones con el bate, la más importante contra Cornwall, contra el que sumó 194 carreras en cuatro entradas. Durante los entrenamientos de invierno previos a la temporada, Botham había llamado la atención del exjugador de críquet de prueba inglés Tom Cartwright, que entrenaba en la Millfield School además de jugar para el Somerset. Cartwright quedó impresionado con el juego de pies y la coordinación física de Botham, y le ayudó a aprender los fundamentos del swing bowling, algo que Botham aprendió "asombrosamente rápido", según Cartwright.

## Carrera como jugador de críquet (1973-1993)

### Somerset (1973-1975)
Botham había tenido un buen desempeño en el Segundo XI y más tarde reconoció la ayuda y los consejos que recibió de los jugadores del Somerset Peter Robinson, Graham Burgess y Ken Palmer. Botham debutó con la selección absoluta, a la edad de 17 años, para el Somerset el domingo 2 de septiembre de 1973, cuando jugó en un partido de la Liga John Player (JPL) de la Lista A (38 overs cada uno) contra el Sussex en el County Ground, Hove. El partido tuvo lugar la misma semana en la que finalizó su etapa en el equipo de tierra de Lord's. Somerset bateó primero, y Botham, número siete en el orden de bateo, anotó dos carreras antes de ser expulsado por Mike Buss. Somerset totalizó 139 para 9. Sussex ganó cómodamente por seis wickets, alcanzando 141 por cuatro a falta de quince entregas. Botham lanzó tres overs sin éxito, concediendo 22 carreras. Sin embargo, impresionó al atrapar con una zambullida a su futuro colega inglés Tony Greig en el lanzamiento de su capitán Brian Close.
Una semana más tarde, Botham participó por segunda vez en la JPL contra Surrey en The Oval, en el último partido de la temporada. Somerset fue derrotado por 68 carreras. Botham tuvo su primer éxito con los bolos cuando expulsó a Geoff Howarth por lbw. Al igual que en su primer partido, anotó dos bateando como número siete, pero esta vez fue atrapado y lanzado por Intikhab Alam. Éstas fueron sus dos únicas apariciones en 1973, ya que Somerset terminó 11º en la JPL. En resumen, Botham anotó cuatro carreras, consiguió un wicket por 14 y realizó una captura.
A la edad de 18 años, Botham fue un habitual en el equipo de Somerset desde el comienzo de la temporada de 1974 y debutó en primera clase del 8 al 10 de mayo en un partido del Campeonato del Condado contra Lancashire en el County Ground, Taunton. Viv Richards, de Antigua y Barbuda, debutó con Somerset en el Campeonato del Condado en el mismo partido, y el equipo de Lancashire incluía a Clive Lloyd, dos jugadores que ocuparían un lugar destacado en la futura carrera de Botham en los Test. Brian Close ganó el sorteo y decidió batear primero. En la primera jornada, Somerset perdió por 285 y Lancashire llegó a 41 por ninguno. Botham bateó como número siete y anotó 13 antes de ser capturado. La segunda jornada se vio afectada por la lluvia y Lancashire avanzó hasta los 200 tantos. Sus entradas se cerraron el último día con 381 para ocho. Botham sólo lanzó tres overs y sus cifras fueron de 0 para 15; realizó una captura para expulsar a Jack Simmons. El Somerset se jugó el empate y al final iba 104 a 2. Botham no volvió a batear. Botham no volvió a batear
El 12 de junio de 1974, jugó contra Hampshire en Taunton en un partido de cuartos de final de la Copa Benson & Hedges (Copa B&H). Hampshire ganó el sorteo y decidió batear. Los Hampshire anotaron 182 tantos, y Botham hizo dos de 33, incluido el premio de Barry Richards, al que le hicieron 13 bolos. Botham era el número nueve en el orden de bateo de Somerset y entró con su equipo luchando con 113 para 7. Casi inmediatamente, eso se convirtió en 113 para 8. Casi de inmediato, se convirtió en 113 a 8 y sólo contaba con el apoyo de los colistas Hallam Moseley y Bob Clapp. Se enfrentaba al lanzador rápido antillano Andy Roberts, que le lanzó un bouncer que le golpeó en la boca. A pesar de la fuerte hemorragia y la pérdida de cuatro dientes, Botham se negó a abandonar el campo y continuó bateando. Bateó dos seises e hizo 45, lo que permitió al Somerset ganar por un wicket. Más tarde, dijo que debería haber abandonado el campo, pero se deshizo en elogios hacia Moseley y Clapp.
El 13 de julio de 1974, en un partido del County Championship, Botham anotó su primer medio siglo en críquet de primera categoría. Hizo 59 en las primeras entradas de Somerset contra Middlesex en Taunton, la puntuación individual más alta en un partido de baja puntuación que Somerset ganó por 73 carreras. El capitán de Middlesex era Mike Brearley, que se convertiría en una figura muy influyente en la carrera de Botham. Un mes más tarde, en un partido contra Leicestershire en Clarence Park, Weston-super-Mare, Botham logró por primera vez cinco wickets en una entrada (5wI) con cinco para 59. Consiguió siete en un partido que Somerset ganó por 73 carreras. Consiguió siete en el partido que Somerset ganó por 179 carreras, en gran parte gracias a Close, que anotó 59 y 114.
Botham se mostró muy prometedor en 1974, su primera temporada completa en la que Somerset terminó quinto en el Campeonato del Condado y segundo tras Leicestershire en la JPL. También alcanzaron las semifinales de la Copa Gillette y de la Copa B&H. En 18 apariciones en primera clase, Botham anotó 441 carreras con un máximo de 59, tomó 30 wickets de primera clase con un mejor de cinco por 59 y celebró 15 capturas. Jugó en 18 partidos de la Lista A también, anotando 222 carreras con un máximo de 45 (su Premio de Oro entradas contra Hampshire), tomó 12 wickets con un mejor de dos por 16 y celebró cuatro capturas.
Botham siguió progresando en 1975. Somerset pasó apuros en el Campeonato del Condado, ganando sólo cuatro de sus veinte partidos y terminó en 12.ª posición. En la JPL, cayeron estrepitosamente del segundo al 14º puesto. Alcanzaron los cuartos de final de la Copa B&H, pero sólo la segunda ronda de la Copa Gillette. Botham jugó 22 partidos de primera clase y 23 de la Lista A, por lo que fue una temporada muy ajetreada para él. En primera clase, anotó 584 carreras con un máximo de 65, uno de sus dos medios centurias, y realizó 18 capturas. Consiguió 62 wickets, doblando su registro de 1974, con un mejor resultado de cinco por 69, su único 5wI de la temporada. En la Lista A, anotó 232 carreras con un máximo de 38 y siete capturas. Consiguió 32 wickets, con una mejor marca de tres por 34.

### Somerset y Inglaterra (1976)
1976 fue una temporada importante para Botham, ya que anotó más de 1000 carreras por primera vez, completó su primer siglo y se ganó la selección internacional de Inglaterra en dos Limited Overs Internationals. Somerset mejoró en el Campeonato del Condado hasta terminar séptimo, ganando siete partidos. Fue uno de los cinco equipos empatados en el primer puesto de la JPL, pero su porcentaje de carreras fue inferior al de Kent, que fue declarado campeón. Somerset perdió su primer partido en la Gillette Cup y fue eliminado en la fase de grupos de la B&H Cup. Sin embargo, Botham avanzó a pasos agigantados. Alcanzó un total de 1022 carreras en primera clase en 20 partidos, con un máximo de 167, su primer siglo, y también anotó seis medios centuries. Con la pelota, consiguió 66 wickets, con un mejor registro de seis por 16. Consiguió cuatro 5wI y una victoria en la final. Participó en un total de 22 partidos de la Lista A, incluidos los dos disputados con Inglaterra, en los que anotó 395 carreras, con una máxima de 46. Consiguió 33 wickets, con una mejor marca de cuatro por 41.
En mayo, en el partido del Campeonato del Condado contra Sussex en Hove, Botham estuvo muy cerca de conseguir su primer siglo, pero fue expulsado por 97, su mejor marca hasta la fecha. A finales de mes, Somerset se enfrentó a Gloucestershire en un partido extraordinario en Taunton. Bateando primero, Somerset anotó 333 por siete (entradas cerradas) y luego, gracias a seis por 25 de Botham, expulsó a Gloucestershire por sólo 79. El follow-on fue forzado, pero Gloucestershire no pudo ganar. Se impuso el follow-on, pero Gloucestershire demostró ser un hueso mucho más duro de roer la segunda vez. Con Zaheer Abbas anotando 141, hicieron 372 y dejaron a Somerset necesitando 118 para ganar. Botham hizo cinco de 125 en las segundas entradas para un análisis del partido de 11 de 150, su primer 10wM. Este partido terminó de la misma manera que la famosa prueba de Headingley en 1981, pero la bota estaba en el otro pie para Botham aquí porque él estaba en el equipo que aplicó el follow-on - y perdió. Mike Procter y Tony Brown hicieron el daño y expulsaron a Somerset por 110 en 42 overs. Gloucestershire ganó por sólo ocho carreras.
Botham anotó su primer siglo en primera clase en Trent Bridge el martes 3 de agosto de 1976 en el partido del Campeonato del Condado contra Nottinghamshire (Notts), que ganó el sorteo y decidió batear primero. Derek Randall anotó 204 y las entradas de Notts cerraron en 364 para 4 (Botham uno para 59). Somerset tenía 52 para uno al cierre del partido. En el segundo día, Somerset anotó 304 para 8 (entradas cerradas) y Botham, bateando en el número seis, anotó 80. Al cierre del partido, el Notts, en su segunda entrada, tenía 107 para cuatro, ampliando así su ventaja a 167 con seis wickets en juego. En la tercera jornada, Notts avanzó a 240 para nueve declarados (Botham uno para 16), dejando a Somerset con un difícil objetivo de 301. Con 40 para dos y sin sus dos abridores, Brian Close cambió su orden de bateo y llamó a Botham para que entrara como número cuatro. El propio Close había entrado en el tres, pero fue eliminado poco después por 35. Con el apoyo de Graham Burgess, Botham se enfrentó a los bolos de Notts y anotó la impresionante cifra de 167 tantos. Somerset alcanzó 302 para cuatro en sólo 65 overs y ganó por seis wickets.
Botham debutó como internacional con Inglaterra el 26 de agosto de 1976 en un Limited Overs International (LOI) contra las Indias Occidentales en el North Marine Road Ground, Scarborough. La serie se denominó Prudential Trophy y los equipos dispusieron de 55 overs por entrada. Botham, con sólo 20 años, era el jugador más joven. En Scarborough, el capitán de Inglaterra, Alan Knott, perdió el sorteo y Clive Lloyd, capitán de las Indias Occidentales, decidió jugar primero. Botham ocupaba el séptimo puesto en el orden de bateo y entró en el campo con 136 para cinco junto a Graham Barlow. Sólo anotó un gol antes de ser atrapado por Roy Fredericks en el lanzamiento de su futuro colega de Sky Sports Michael Holding. Las entradas de Inglaterra se cerraron con 202 para ocho, con Barlow 80 sin anotar. Las Indias Occidentales perdieron a Fredericks casi de inmediato, lo que llevó a Viv Richards al banquillo, donde anotó 119 tantos sin anotar, ganando el premio al mejor jugador del partido y llevando a las Indias Occidentales a la victoria por seis wickets en sólo 41 overs. Botham tuvo el consuelo de conseguir su primer wicket internacional cuando hizo que Lawrence Rowe fuera capturado por Mike Hendrick por 10 tantos. Lanzó sólo tres overs y recibió algún castigo de Richards, siendo su devolución de uno por 26.
En el segundo partido, disputado en Lord's, Botham fue sustituido por Tony Greig, que regresaba como capitán de Inglaterra. Inglaterra perdió por 36 carreras y Richards, esta vez con 97, volvió a marcar la diferencia entre los equipos. Tras perder la serie, Inglaterra convocó a Botham para el último partido, celebrado en Edgbaston los días 30 y 31 de agosto. El partido se amplió a dos días y los overs se redujeron a 32 por bando. Tony Greig ganó el sorteo y decidió jugar. Inglaterra empezó bien y expulsó a Fredericks y Richards, por un pato, en tan sólo la segunda parte. Las Indias Occidentales estaban entonces siete a uno, pero una poderosa entrada de Clive Lloyd las sacó del apuro y alcanzaron 223 a nueve, con las entradas cerradas. Botham lanzó tres overs muy caros, en los que concedió 31 carreras, pero logró expulsar a Michael Holding, su segundo wicket internacional. Inglaterra nunca estuvo en el partido y fue derrotada por 173. Las Antillas ganaron por 50 carreras y se adjudicaron la serie por 3-0. Botham bateó de nuevo como número siete e hizo un buen comienzo, anotando 20 a una carrera por bola, pero luego fue capturado por Bernard Julien por Fredericks e Inglaterra estaba 151 a siete con sólo Knott y los colistas.

### Cricket de distrito en Australia (1976-77)
En el invierno de 1976-77, después de haber hecho sus dos primeras apariciones internacionales, Botham jugó al críquet de distrito en Melbourne, Australia, para el Club de Críquet de la Universidad de Melbourne. Se le unió Graham Stevenson, de Yorkshire. Fueron contratados para la segunda mitad de la temporada gracias a un patrocinio organizado por la cervecería Whitbread's a través del Test and County Cricket Board (TCCB). Cinco de las quince rondas de la competición se suspendieron a causa del mal tiempo. Parece ser que fue durante este viaje cuando Botham se peleó con el excapitán australiano Ian Chappell. La causa parece haber sido una discusión relacionada con el críquet en un bar, que pudo acabar con Chappell empujado de su taburete (la historia tiene muchas fuentes, pero las versiones difieren). Esto se convirtió en una larga disputa y, en la serie de las cenizas de 2010-11, hubo un altercado entre Botham y Chappell en un aparcamiento del óvalo de Adelaida.

### Somerset e Inglaterra (1977)
Botham realizó una serie de buenas actuaciones de bateo y lanzamiento con Somerset en 1977, lo que impresionó a los seleccionadores, que lo incluyeron en el equipo para la tercera prueba contra Australia en Trent Bridge, que comenzó el 28 de julio. Tras conseguir 36 wickets en primera clase durante mayo y junio, Botham tuvo una especie de racha positiva en julio que le valió su convocatoria para las pruebas. En el partido contra Sussex en Hove, que Somerset ganó por una entrada y 37 carreras, consiguió cuatro de 111 y seis de 50 para su segundo 10wM. En las entradas de Somerset de 448 por ocho, compartió un cuarto wicket de 174 con Viv Richards. Botham anotó 62, Richards 204. Consiguió 22 wickets más, incluidos dos 5wI, en los tres partidos siguientes del County Championship antes de su debut en los Test. En toda la temporada, en la que jugó 17 partidos de primera clase, consiguió 88 wickets con seis 5wI y un 10wM, siendo su mejor resultado en la segunda entrada en Hove. Su bateo no fue tan bueno como en 1976, ya que su promedio bajó, pero anotó 738 carreras con un máximo de 114, que fue su único siglo, y cinco medios-centuries.
Botham debutó como jugador de prueba en Trent Bridge el 28 de julio de 1977, en la tercera prueba contra Australia. Su debut se vio eclipsado en cierta medida por el regreso de Geoffrey Boycott tras su autoexilio. Inglaterra llegó al partido con una ventaja de 1-0 en la serie, tras haber ganado la segunda prueba después de que la primera quedara empatada. La serie se disputó con el trasfondo del llamado "asunto Packer", que dio lugar a la creación de las Series Mundiales de Cricket en la siguiente temporada australiana. Debido a la implicación de Tony Greig, éste fue despojado de la capitanía de Inglaterra, pero permaneció en el equipo bajo las órdenes del nuevo capitán Mike Brearley. Inglaterra contaba con tres jugadores polivalentes en Trent Bridge: Greig, Geoff Miller y Botham. El capitán australiano Greg Chappell ganó el sorteo y decidió batear primero. Australia anotó 243 y fue eliminada poco antes del final de la primera jornada. Botham, de 21 años, tuvo un impacto inmediato y logró cinco de 74, destacando el wicket de Chappell, que cayó por sólo 19. Inglaterra bateó durante toda la segunda y la tercera jornada, y Boycott, en su primer ensayo desde 1974, y Knott lograron sendos siglos. Botham entró como número ocho en la tercera jornada y anotó 25 antes de ser derribado por Max Walker. Poco después, Inglaterra perdió por 364, una ventaja de 121 en la primera entrada. Botham no tuvo suerte en la segunda entrada australiana, en la que no anotó ninguno de sus 60 lanzamientos. Un siglo de Rick McCosker permitió a Australia anotar 309 antes de quedar eliminada en la sesión vespertina del cuarto día. Bob Willis hizo cinco de 88. Inglaterra necesitaba 189 para ganar y completó el trabajo, por siete wickets, hasta bien entrado el último día, con Brearley anotando 81 y Boycott, que bateó los cinco días, 80 no out. Botham no consiguió una segunda entrada.
Los impresionantes lanzamientos de Botham en Trent Bridge le convirtieron en la elección automática para la cuarta prueba en Headingley dos semanas más tarde. Inglaterra ganó el sorteo, decidió batear primero y se impuso por 85 carreras, con lo que se aseguró una ventaja de 3-0 en la serie y recuperó las cenizas, que había perdido en 1974-75. El partido es famoso por el centésimo siglo de Boycott en su carrera, anotado en el campo de su condado y en su segundo test desde su regreso a la selección inglesa. Botham fue derribado en la tercera bola por Ray Bright sin anotar. Se resarció con la pelota al hacer cinco de 21 en sólo 11 overs, y Australia fue derrotada por sólo 103 puntos. En la segunda entrada se lesionó al pisar accidentalmente la pelota y romperse un hueso del pie. No pudo volver a jugar en la temporada de 1977.
Sus prometedores comienzos como jugador de pruebas le valieron dos premios. Fue nombrado Joven Jugador de Críquet del Año en 1977 por el Cricket Writers' Club;y fue seleccionado como uno de los Jugadores de Críquet del Año de Wisden (es decir, de 1977, pero anunciado en la edición de 1978). Wisden comentó que su temporada de 1977 "sólo se vio empañada por una semana de inactividad en el críquet llevando las bebidas en los partidos del Prudential, y por una lesión en el pie que le arruinó el final de la temporada y probablemente le privó de un raro doblete. Terminó con 88 wickets y 738 carreras". Cabe destacar que la lesión en el pie fue una fractura en un dedo del pie que sufrió al pisar la pelota en Headingley y que Botham tuvo que tratarse posteriormente en el hospital local de Taunton. Mientras acudía a una de sus citas, se equivocó de camino y fue a parar a un pabellón infantil, donde se enteró de que algunos de los niños estaban muriendo de leucemia. Este incidente desencadenó su cruzada benéfica en favor de la investigación de la leucemia.

### Somerset e Inglaterra (de 1977-78 a 1979-80)

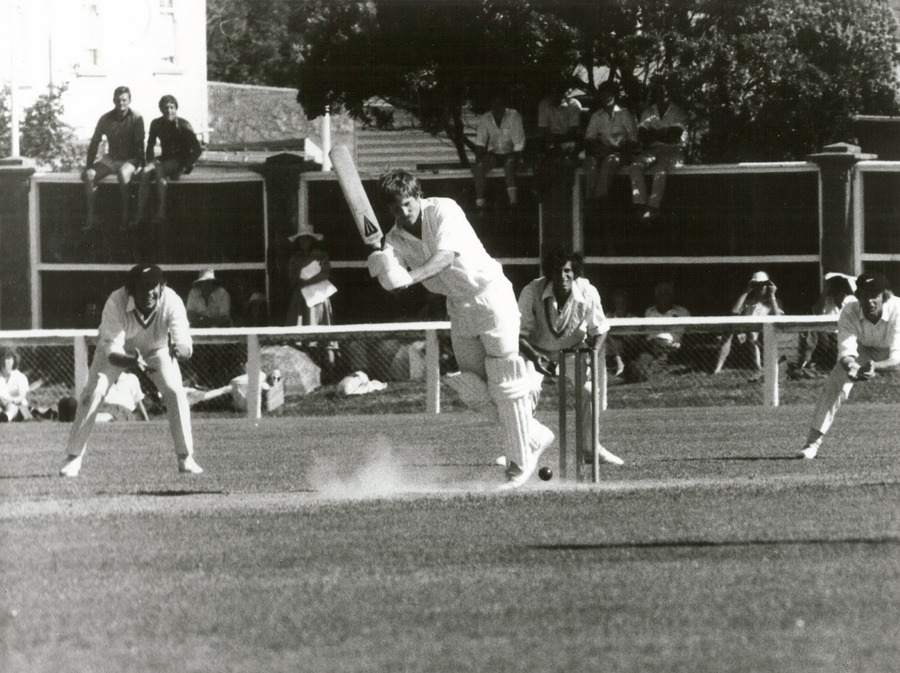
Ian Botham vs NZ, Basin Reserve Febrero 1978

Inglaterra estuvo en Pakistán de noviembre de 1977 a enero de 1978, jugando tres Tests y tres LOI. Botham estaba casi totalmente recuperado de su lesión en el pie, pero no jugó en ninguno de los Tests. Participó en los tres LOI y en algunos de los partidos de primera clase contra equipos de clubes. De enero a marzo, Inglaterra se desplazó a Nueva Zelanda para disputar una serie de pruebas de tres partidos bajo la capitanía de Geoff Boycott. Botham impresionó en un partido de primera clase contra Canterbury en Lancaster Park, en el que anotó 126 tantos sin anotar en la segunda entrada contra un ataque que incluía a Richard Hadlee, y fue seleccionado para la primera prueba en Basin Reserve. Botham tuvo un partido indiferente allí e Inglaterra, dos veces eliminada por Hadlee, perdió por 72 carreras. En el siguiente partido en Carisbrook contra Otago, Botham logró un 10wM con siete para 58 (el mejor resultado de su carrera hasta la fecha) en las segundas entradas, lo que permitió al XI de Inglaterra ganar por seis wickets.
Inglaterra ganó la segunda prueba en Lancaster Park por 174 carreras, tras una actuación sobresaliente de Botham, que anotó 103 y 30 tantos sin anotar, y realizó cinco de 73 y tres de 38. También realizó tres capturas. En la segunda entrada, Botham fue ascendido en el orden para conseguir carreras rápidas antes de una declaración nocturna, y fue el responsable de pedir una carrera arriesgada que llevó a la expulsión del capitán en funciones Geoff Boycott: la autobiografía publicada por el propio Botham alega que esto se hizo deliberadamente, por orden del vicecapitán en funciones Bob Willis, porque Boycott estaba anotando demasiado despacio. La última prueba se jugó en Eden Park y quedó empatada, terminando la serie 1-1. Nueva Zelanda bateó primero y sumó 315 puntos. Nueva Zelanda bateó primero y totalizó 315, con 122 tantos de Geoff Howarth. Botham hizo 5 de 109 en 34 overs. Inglaterra respondió con 429 (Clive Radley 158, Botham 53). Nueva Zelanda optó entonces por batear fuera de tiempo y Howarth anotó su segundo siglo del partido (Botham no hizo ninguna de 51)La forma de Botham en Nueva Zelanda consolidó su puesto en el equipo inglés.

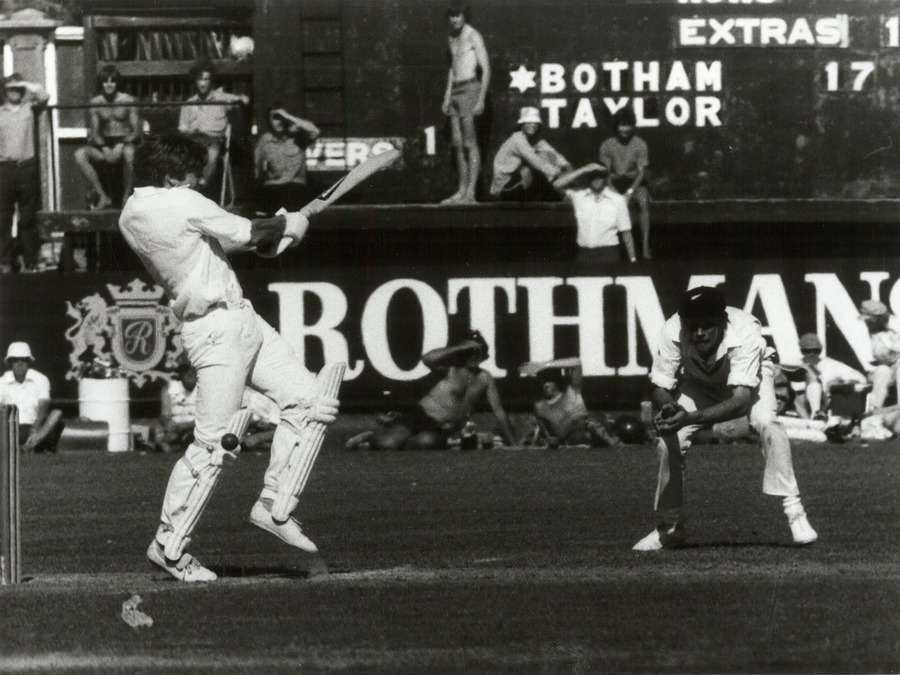
Ian Botham vs NZ, Basin Reserve Febrero 1978

En la temporada inglesa de 1978, Pakistán y Nueva Zelanda visitaron el país para disputar tres pruebas cada uno, y Botham participó en los seis partidos. Después de anotar exactamente 100 en la primera prueba contra Pakistán en Edgbaston, Inglaterra ganó por una entrada y 57 carreras, Botham en la segunda en Lord's anotó 108 y luego, después de ninguno para 17 en las primeras entradas, logró su mejor resultado en una prueba y en su carrera de primera clase de ocho para 34 en la segunda, Inglaterra ganó por una entrada y 120 carreras. La tercera prueba fue arruinada por el clima e Inglaterra ganó la serie 2-0. Contra Nueva Zelanda, Botham hizo poco con el bate, pero su lanzamiento fue excepcional. Contra Nueva Zelanda, Botham hizo poco con el bate, pero su lanzamiento fue sobresaliente. En la segunda prueba, se llevó nueve wickets en el partido que Inglaterra ganó por un innings y luego un 10wM en el partido final en Lord's con seis para 101 y cinco para 39. Inglaterra ganó la serie 3-0.
Debido a sus compromisos con Inglaterra, Botham jugó poco con Somerset en 1978. Sus mejores actuaciones con ellos fueron siete para 61 contra Glamorgan y una entrada de 80 contra Sussex en la final de la Copa Gillette en Lord's. Este fue su primer partido con Somerset. Esta fue la primera final de Somerset en overs limitados y perdieron por cinco wickets a pesar del esfuerzo de Botham. Estuvieron involucrados en una reñida contienda por el título de la JPL y quedaron en segundo lugar en run rate después de empatar con Hampshire y Leicestershire con 48 puntos cada uno. Al Somerset le fue bastante bien en el Campeonato del Condado, terminando quinto tras ganar nueve partidos, y alcanzó la semifinal de la Copa B&H.
Botham jugó con Inglaterra en la Copa del Mundo de Cricket de 1979 y fue miembro del equipo perdedor en la final. Volvió a ser un miembro poco frecuente del equipo de Somerset debido a la Copa del Mundo y a la serie de pruebas contra la India. Fue una temporada memorable para el Somerset, que aprovechó su gran momento de forma de 1978 para ganar tanto la Copa Gillette como la JPL, sus primeros trofeos absolutos. Botham jugó la final de la Copa Gillette en Lord's, en la que derrotaron a Northamptonshire por 45 carreras, gracias a un siglo de Viv Richards. Descendieron hasta la octava posición en el Campeonato del Condado.
La serie Inglaterra-India de 1979 tuvo lugar una vez finalizada la Copa Mundial y se disputaron cuatro pruebas. Inglaterra ganó el primero en Edgbaston por una entrada y 83 carreras después de abrir con un enorme total de 633 por cinco declarados. Botham anotó 33 y luego hizo dos de 86 y cinco de 70.En la primera jornada de la segunda prueba, en Lord's, Botham barrió a los bateadores indios con cinco de 35 y una captura de Mike Hendrick para expulsarlos por sólo 96 en 56 overs. Sin embargo, sorprendentemente, India se recuperó y salvó el empate. En la tercera prueba, celebrada en Headingley, fue Botham el bateador que se lució, anotando 137 de 152 pelotas en la primera entrada de Inglaterra, con un total de 270 (la siguiente mejor entrada fue de 31 de Geoff Boycott). En la última prueba en The Oval, Inglaterra abrió con 305 (Botham 38); India respondió con 202 (Botham cuatro para 65); e Inglaterra con 334 para ocho declarados (Botham expulsado por un pato) amplió su ventaja a 437 a falta de cuatro sesiones. Gracias a un brillante 221 de Sunil Gavaskar, India estuvo muy cerca de conseguir una extraordinaria victoria en la última jornada, pero se quedó sin tiempo con 429 para ocho (Botham tres para 97), a sólo nueve carreras, por lo que Inglaterra ganó la serie por 1-0 con tres empates.
El estado caótico del críquet internacional a finales de la década de 1970 quedó ilustrado por el pánico resultante de un acuerdo convocado apresuradamente entre la World Series Cricket y la Australian Board of Control. A pesar de haber visitado Australia sólo doce meses antes para disputar las cenizas, se convenció a Inglaterra para que fuera de nuevo allí y jugara otras tres pruebas, pero sin las cenizas en juego. En palabras de Wisden, el programa no tenía en cuenta los intereses del críquet, en particular del críquet australiano por debajo del nivel de las pruebas, que había sido "inundado por el acento puesto en las pruebas y los partidos internacionales de un día, perfectamente agrupados para presentar un paquete de críquet adecuado para su máxima explotación en televisión".
Los partidos fueron percibidos como semioficiales y recibieron "un rotundo revés". Botham formó parte de la selección inglesa y jugó en hlos tres partidos que, no obstante, cuentan para sus estadísticas de Test. Inglaterra fue fiel en gran medida a los jugadores que habían viajado a Australia el invierno anterior y Derek Underwood fue el único jugador de las Series Mundiales al que llamaron; no llamaron a Alan Knott, por ejemplo, mientras que Tony Greig estaba descartado Australia llamó a Greg Chappell, Dennis Lillee, Rod Marsh y Jeff Thomson, formando un equipo que era una mezcla de viejos y nuevos. En el primer partido, disputado en el WACA Ground, Botham consiguió once tantos para 176, pero no sirvieron de nada, ya que Australia ganó por 138 carreras. Tras destacar con la pelota en ese partido, Botham hizo lo propio con el bate en el tercero, en el que anotó 119 imbatidos en la segunda entrada. Australia ganó los tres partidos de una serie mejor olvidada por toda la política que conllevó, pero Botham había mejorado su reputación como todoterreno de talla mundial.

### Test del Jubileo, India, febrero de 1980.
La tercera gira de Botham por el extranjero fue a la India en febrero de 1980. Era el quincuagésimo aniversario de la entrada de la India en el críquet de prueba, por lo que Inglaterra jugó una única prueba conmemorativa en el estadio Wankhede de Bombay. Se convirtió en un triunfo personal para Botham, que se convirtió en el primer jugador en la historia de los Test en anotar un siglo y conseguir diez wickets en el mismo partido. El wicketkeeper inglés Bob Taylor realizó diez capturas en el partido, ocho de ellas a los lanzamientos de Botham.
India ganó el sorteo y decidió batear primero, pero Botham hizo seis de 58 y los indios quedaron eliminados por 242 en la primera jornada. Inglaterra respondió con 296, destacando los 114 de Botham en sólo 144 pelotas; comenzó su entrada con Inglaterra en apuros con 57 para cuatro. Rápidamente se convirtió en 58 por cinco y a Botham se le unió Taylor, el otro héroe del partido inglés. Los cinco primeros bateadores ingleses sólo habían contribuido con 51 al total. A Botham a menudo se le tildaba injustamente de "gran bateador", pero en realidad su estilo era muy ortodoxo (es decir, "jugaba recto") y en esta entrada anotó 17 "fours" pero, significativamente, ningún "six". Taylor le prestó un apoyo tenaz y su sexta pareja alcanzó las 171 carreras. Cuando Botham fue eliminado al final de la segunda jornada, el marcador era de 229 a seis, e Inglaterra llegó a 232 a seis al cierre del partido, todavía diez carreras por detrás. En la tercera mañana, Taylor llevó a Inglaterra a superar el total de India y, con las útiles actuaciones de los bateadores especialistas, Inglaterra alcanzó un total de 296 para conseguir una ventaja de 54 en las primeras entradas.
La segunda entrada de India fue un desastre, y perdieron ocho wickets al final de la tercera jornada, con la única resistencia de Kapil Dev. En la cuarta jornada, los indios cayeron por 149 a las primeras de cambio. Botham volvió a destacar con siete de 48, lo que le permitió sumar trece de 106 en el partido. Geoffrey Boycott y Graham Gooch anotaron las carreras necesarias para que Inglaterra ganara por diez wickets a falta de una jornada.

### Somerset e Inglaterra (1980-1981)
Botham no tuvo una buena temporada como lanzador y, en todo el críquet de primera clase, sólo consiguió 40 wickets, con una media de 34,67, y una mejor marca de sólo 4 de 38. Como bateador, consiguió 1.149 carreras (la segunda temporada en la que superó las mil en 1976, con una media de 42,55). Le fue mejor como bateador, ya que anotó 1.149 carreras (la segunda vez, después de 1976, que superaba las mil en una temporada) a una media de 42,55: pero esto no se tradujo en forma en los Tests. Completó dos centuries y otros seis half-centuries para su condado. Su puntuación más alta de la temporada fue, en última instancia, la más alta de su carrera: 228 para Somerset contra Gloucestershire en Taunton en mayo. Bateó durante algo más de tres horas, con 27 cuatros y diez seises. Con Gloucestershire bateando a tiempo para empatar en la última jornada, Somerset utilizó a sus once jugadores como lanzadores.
Somerset estuvo a punto de revalidar su título de la JPL en 1980, pero tuvo que conformarse con el segundo puesto, a sólo dos puntos de Warwickshire. Terminaron en un meritorio quinto puesto en el Campeonato del Condado, pero fueron eliminados de las Copas Gillette y B&H en la fase inicial.
Botham dirigió a Inglaterra en la polémica gira por las Indias Occidentales de enero a abril de 1981. La segunda prueba, programada para jugarse en Bourda, se canceló después de que el gobierno guyanés revocara el visado de Robin Jackman por sus vínculos como jugador y entrenador con Sudáfrica. Las otras cuatro pruebas se disputaron y las Antillas ganaron la serie por 2-0, pero Inglaterra se vio favorecida por la lluvia en los dos partidos empatados. Botham consiguió el mayor número de wickets para Inglaterra, pero Wisden afirmó que "sus lanzamientos nunca recuperaron el ritmo de un año antes". Su bateo, sin embargo, aparte de una buena actuación en el primer partido internacional de un día, "resultó deficiente en cuanto a técnica, concentración y, finalmente, confianza". En opinión de Wisden, la pérdida de forma de Botham "podría citarse como prueba elocuente de la inconveniencia de cargar a un lanzador rápido y todoterreno vital con la carga adicional de la capitanía". Lo más cerca que Inglaterra estuvo de la victoria fue en el primer ODI, en el que Inglaterra derrotó a las Indias Occidentales por 127 pero, gracias a los seis wickets de Colin Croft, fracasó por dos carreras en la persecución, que estuvo liderada por los 60 de Botham.

### Somerset e Inglaterra (1981)
La capitanía de Inglaterra había afectado a la forma de Botham como jugador y en su última prueba como capitán, contra Australia en Lord's en 1981, fue expulsado por un par. Según el editor de Wisden Matthew Engel, escribiendo en ESPN8, Botham "dimitió (un minuto antes de ser destituido), su forma se vino abajo" después de ese partido. Australia lideraba entonces la serie 1-0 después de dos pruebas con cuatro más por jugar. Botham fue sustituido por Mike Brearley, que había sido su predecesor hasta retirarse del críquet de prueba en 1980.
Botham continuó jugando con Inglaterra a las órdenes de Brearley y alcanzó el punto álgido de su carrera en las tres pruebas siguientes, en las que Inglaterra se recuperó para ganar The Ashes. En la tercera prueba en Headingley, Australia abrió con 401 para 9 declarados, a pesar de los buenos lanzamientos de Botham, que hizo 6 para 95. Inglaterra respondió mal y fue destituida por 174 tantos. Inglaterra no reaccionó bien y fue eliminada por 174 puntos. Botham fue el único bateador que tuvo una buena actuación y anotó 50, su primer medio siglo en una prueba desde que se le había concedido la capitanía trece pruebas antes. Tras verse obligada a continuar, Inglaterra se derrumbó de nuevo y, con 135 para 7 en la tarde del cuarto día, la derrota parecía segura. Se dice que las casas de apuestas ofrecían apuestas de 500/1 contra una victoria inglesa después de que se impusiera el follow-on Botham, que no tardó mucho en llegar al wicket, era el único bateador reconocido que quedaba, ya que se le unió el lanzador rápido Graham Dilley, número nueve en el orden de bateo, y sólo faltaban Chris Old y Bob Willis. Con el apoyo de Dilley (56) y Old (29), Botham bateó y, al final del partido, tenía 145 puntos sin perder, mientras que Willis se mantenía en el otro extremo con 1 punto sin perder. La ventaja de Inglaterra era de sólo 124, pero quedaba un rayo de esperanza. En la última jornada, Botham alcanzó los 149 puntos, antes de que Willis cayera. Australia, con mucho tiempo por delante, necesitaba 130 para ganar y, en general, se esperaba que los consiguiera; pero después de que Botham se llevara el primer wicket, Willis hizo 8 de 43 para expulsar a Australia por sólo 111. Inglaterra había ganado por 18 puntos.
El extraordinario estado de forma de Botham continuó en las dos pruebas siguientes. En el cuarto, en Edgbaston, un partido con pocos goles dejó a Australia bateando en último lugar y necesitando 151 para ganar. Llegaron a 105 por 5 y seguían siendo favoritos en ese momento, pero, en un inspirado lanzamiento, Botham se llevó cinco wickets por sólo una carrera en 28 pelotas y dio la victoria a Inglaterra por 29 carreras. En la quinta prueba en Old Trafford, Botham anotó 118 en una asociación de 149 con Chris Tavaré antes de ser expulsado. Inglaterra ganó ese partido y se colocó con una ventaja de 3-1 en la serie. La última prueba en The Oval se saldó con un empate, en el que Botham logró un 10wM al hacer seis de 125 y cuatro de 128. Fue nombrado Mejor Jugador de la Serie después de anotar 399 carreras, conseguir 34 wickets y realizar 12 capturas.
Somerset ganó la Copa Benson & Hedges por primera vez en 1981 y también lo hizo bien en el Campeonato del Condado, terminando tercero. Volvieron a ser subcampeones en la JPL, pero a gran distancia de los ganadores Essex. En el rebautizado Trofeo NatWest (antes Copa Gillette), Somerset fue eliminado en la segunda ronda. Botham jugó la final de la JPL en Lord's, en la que Somerset derrotó a Surrey por siete wickets. Botham terminó la temporada con 67 wickets a 25,55, un mejor rendimiento de seis por 90 (para Somerset contra Sussex) y un 10wM (sexto Test). Anotó 925 carreras, con un máximo de 149* (tercera prueba) a 42,04, y realizó 19 capturas.

### Somerset e Inglaterra (1981-1982 a 1983-1984)
Durante este periodo, Botham jugó en 25 Tests. Disputó series en casa contra India y Pakistán en 1982, y contra Nueva Zelanda en 1983. Sus giras por el extranjero fueron a la India y Sri Lanka en 1981-82 (participó en el test inaugural jugado por Sri Lanka); a Australia en 1982-83; y a Nueva Zelanda y Pakistán en 1983-84. Jugó para Inglaterra en la Copa del Mundo de Cricket de 1983 y fue miembro del equipo perdedor en semifinales.
El regreso de Botham a la India no fue muy triunfal y Wisden le criticó por su "ineficacia con la pelota". Tras lograr un registro de nueve por 133 en Bombay, donde Inglaterra fue derrotada en un terreno de juego en mal estado, Botham sólo consiguió ocho wickets más, a 65 cada uno, en los últimos cinco Tests, y Wisden dijo que esto "fue un duro golpe para las posibilidades de Inglaterra de igualar la serie".
1982 fue una buena temporada para Botham, sobre todo porque Somerset retuvo la Copa Benson & Hedges. En 17 partidos de primera clase, anotó 1.241 carreras, con un máximo de 208 contra la India (a la postre, el mejor registro de su carrera en el críquet de prueba), con una buena media de 44,32 puntos. Consiguió 66 wickets con una media baja de 22,98, con una mejor marca de cinco por 46. Inglaterra ganó su serie de pruebas contra Pakistán por 2-1 y la de India por 1-0. Botham anotó dos siglos contra la India: 128 en Old Trafford y el máximo de su carrera, 208, en The Oval. Somerset terminó sexto y noveno en el Campeonato del Condado y en la JPL, respectivamente. Alcanzaron los cuartos de final del Trofeo NatWest y su punto culminante de la temporada fue retener la Copa B&H que habían ganado en 1981. En la final de Lord's, Somerset expulsó a Nottinghamshire por sólo 130 (Botham dos por 19) y ganó fácilmente por nueve wickets.
Botham realizó otra gira por Australia en 1982-83 con Inglaterra en busca de retener las cenizas, pero Australia ganó la serie 2-1 a pesar de que Inglaterra ganó, en el Melbourne Cricket Ground (MCG), una prueba descrita por Wisden como "uno de los partidos de prueba más emocionantes jamás jugados". Botham tuvo una serie y una gira mediocres. Participó en nueve partidos de primera clase y anotó sólo 434 carreras, con una baja media de 24,11, y una máxima de 65. No fue mejor con la pelota, ya que no pudo anotar ninguna carrera. No le fue mejor con la pelota, ya que sólo consiguió 29 wickets con un promedio demasiado alto de 35,62, con una mejor marca de cuatro por 43. Sin embargo, jugó bien en el campo y fue el mejor jugador del mundo. Sin embargo, jugó bien en el campo y realizó 17 capturas, casi dos por partido.
Por cierto, fue durante el torneo ODI subsiguiente -las Tri-Series australianas anuales, entonces llamadas "Series Mundiales"- cuando Botham abrió el bateo por primera vez en el críquet de un día. Debido a las restricciones sobre el terreno de juego en vigor en ese torneo (y en los ODIs en Australia en general desde 1980), sólo se permitían dos jardineros fuera del círculo de 30 yardas durante los primeros diez overs (ahora llamado Powerplay) y fue en el noveno partido del torneo, contra Australia, cuando Botham abrió el bateo por primera vez, con la idea de que él era el bateador mejor equipado para golpear la pelota por encima de la línea. Sin embargo, la táctica no salió según lo planeado, Botham sólo anotó 19 tantos e Inglaterra perdió el partido. La táctica tuvo más éxito dos partidos más tarde, contra Nueva Zelanda, en el que Botham anotó 65 tantos, pero le costó caro con la pelota, ya que Nueva Zelanda persiguió el objetivo con éxito, consiguiendo la mayor persecución de carreras en los ODI de la época.Inglaterra terminó el torneo en tercer y último lugar y no se clasificó para la fase final.

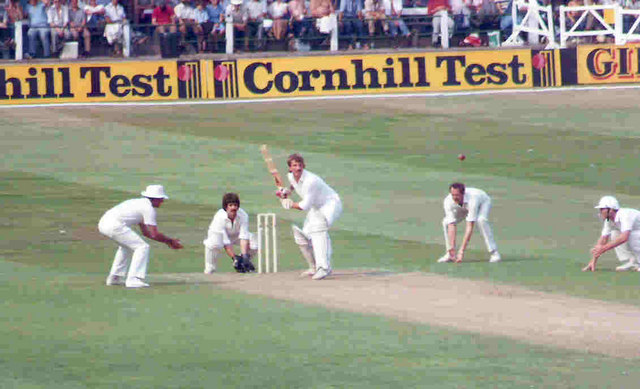
Botham bateando en Trent Bridge, 1983

En la temporada inglesa de 1983, Somerset ganó el Trofeo NatWest por primera vez, derrotando a Kent en la final de Lord's por 24 carreras con Botham como capitán. Estuvieron muy cerca de hacerse también con el título de la JPL pero, tras empatar con Yorkshire a 46 puntos, quedaron segundos por run rate. En el Campeonato del Condado, sólo ganaron tres partidos y acabaron décimos. Fueron eliminados prematuramente de la Copa B&H. Botham tuvo una buena temporada con el bate, anotando 852 carreras en sus 14 partidos de primera clase a 40,57 con una puntuación máxima de 152 entre tres siglos. No le fue tan bien con la pelota: sólo 22 wickets a una media de 33,09. Nueva Zelanda disputó una serie de cuatro partidos de prueba contra Inglaterra después de la Copa Mundial y, en el 29º intento, finalmente derrotó a Inglaterra por primera vez en un partido de prueba en Inglaterra. Sin embargo, Inglaterra ganó los otros tres partidos de forma convincente para llevarse la serie por 3-1. Botham hizo poco con la pelota, la misma historia que en toda su temporada, pero anotó un siglo (103) en la última Prueba en Trent Bridge.
En el invierno de 1983-84, Inglaterra realizó una gira por Nueva Zelanda de enero a febrero y por Pakistán en marzo. Aparte de una entrada en Basin Reserve en la primera prueba contra Nueva Zelanda, Botham fue una decepción en esta gira, especialmente como jugador de bolos. Anotó 138 tantos en la primera prueba, compartiendo un sexto set de 232 tantos con Derek Randall (164), pero el partido acabó en empate. En conjunto, fue una mala gira para Inglaterra, descrita por Wisden como "una de las más infelices que jamás haya realizado". Inglaterra perdió ambas series por 1-0. Botham abandonó Pakistán después de la primera prueba, la que perdió Inglaterra, para someterse a una revisión en casa por un problema de rodilla.

### Somerset e Inglaterra (1984-1986)
Tras diez temporadas como titular, Botham fue nombrado capitán del Somerset en 1984 y 1985. En el Campeonato del Condado, terminaron séptimos en 1984 y luego descendieron al 17º puesto (último de la tabla) en 1985. En la JPL, fueron decimoquintos en 1984 y undécimos en 1985. No causaron gran impresión en la Copa B&H ni en el Trofeo NatWest, por lo que, en general, el período de la capitanía de Botham fue una época de vacas flacas para el club, que había disfrutado de su período más exitoso en las temporadas anteriores.
Botham jugó 18 partidos de prueba entre 1984 y 1986, diez de ellos (cinco en casa y cinco fuera) contra las Indias Occidentales. A lo largo de la carrera de Botham en los Tests, las Indias Occidentales establecieron los más altos estándares internacionales y Botham no tuvo éxito contra ellas. En ambas series, 1984 y 1985-86, las Indias Occidentales derrotaron a Inglaterra por 5-0 en sendas goleadas que fueron apodadas "blackwash".
Su puntuación más alta y su mejor y peor actuación como lanzador contra las Indias Occidentales se produjeron en el mismo partido en Lord's en 1984. Clive Lloyd ganó el sorteo y, quizás por error, eligió jugar en el campo. El primer día se vio afectado por la lluvia e Inglaterra, con 167 para dos durante la noche, anotó 286 gracias a un siglo de Graeme Fowler; Botham anotó unos útiles 30 golpes. Las Indias Occidentales perdieron tres wickets rápidamente, todos ellos a manos de Botham, que "recordaba a su antiguo yo", en palabras de Wisden, pero se recuperaron y llegaron a 119 por tres al final de la segunda jornada.
En la tercera mañana, Viv Richards fue expulsado por Botham en circunstancias dudosas, pero Botham se sintió inspirado por la captura del wicket de su gran amigo y continuó con ocho para 103, expulsando a las Indias Occidentales por 245 y, por una vez, dando a Inglaterra una oportunidad de victoria contra el mejor equipo del mundo, con una ventaja de 41 en la primera entrada. Esta fue, con diferencia, la mejor actuación de Botham contra las Indias Occidentales. Inglaterra comenzó su segunda entrada con 88 para cuatro cuando Botham se unió a Allan Lamb. Llegaron a 114 por cuatro al cierre de la tercera jornada. No hubo partido el domingo e Inglaterra se reanudó el lunes con 155 carreras de ventaja y seis wickets en juego. Botham y Lamb sumaron 128 para el quinto wicket antes de que Botham fuera eliminado por 81, incluyendo nueve fours y un six, fácilmente su puntuación más alta y su mejor entrada contra las Indias Occidentales. Lamb logró un siglo e Inglaterra quedó eliminada el martes por la mañana (último día) por 300 golpes exactamente. Las Antillas necesitaban 342 para ganar en cinco horas y media. Perdieron a Desmond Haynes por una expulsión en el 57 por 0, tras lo cual Larry Gomes (92 sin out) se unió a Gordon Greenidge (214 sin out) y las Indias Occidentales ganaron por nueve wickets a falta de 11,5 de los últimos veinte overs.
Aunque Wisden no nombra a Botham excepto como un jardinero "desatento" que dejó caer una captura, describe a los lanzadores ingleses como "de segunda categoría y nadie excepto Willis lanzando la línea correcta o preparando el campo correcto para el poderoso y flemático Greenidge". Botham lanzó el mayor número de overs, 20, y con cero para 117 concedió casi una carrera por bola (Willis tuvo cero para 48 en 15 overs). En mitigación, Wisden reconoció que Greenidge jugó "la entrada de su vida, y su implacable bateo probablemente hizo que los bolos parecieran peores de lo que fueron".
Botham también jugó en la única prueba contra Sri Lanka: no lanzó especialmente bien en la primera entrada, aunque se llevó el primer wicket (1/114 de 491), y fue expulsado por 6 cuando Inglaterra bateaba (370). Hacia el final de las segundas entradas de Sri Lanka, cuando el partido se encaminaba hacia el empate, Botham, en medio de un calor absolutamente feroz, prescindió de su habitual carrera larga de lanzador rápido y pasó a lanzar fuera de juego a unos pocos pasos, sorprendiendo a todo el mundo (incluido él mismo) al conseguir varios wickets con él, en un análisis de 6/90. Decidió tomarse un descanso durante la primera entrada, aunque se llevó el primer wicket (1/114 de 491) y fue expulsado por 6 mientras Inglaterra bateaba (370). Decidió tomarse un descanso durante el invierno y no participar en la gira de 1984-85 por la India.
En 1985, Botham jugó en los seis Tests contra un pobre equipo australiano, ya que Inglaterra, un equipo de segunda categoría en base a sus actuaciones recientes, recuperó cómodamente las cenizas y él fue el máximo anotador, pero la serie fue dominada por los bateadores especialistas de Inglaterra, especialmente Mike Gatting y David Gower. Botham, que en ese momento había adoptado un corte de pelo rubio teñido como marca, contribuyó relativamente poco con el bate, en comparación con los enormes totales acumulados por Gower, Gatting, Graham Gooch y Tim Robinson. Anotó 250 carreras a 31,25, con una máxima de 85 golpes. Consiguió el mayor número de wickets (31 a 27,58, con un máximo de cinco por 109), pero rara vez impresionó y lanzaba a una débil selección de bateadores, Allan Border aparte. El mejor jugador de bolos de Inglaterra fue Richard Ellison, que sólo jugó dos veces y consiguió 17 wickets a sólo 10,88, con una mejor marca de seis para 77 y un 10wM.
Botham fue suspendido durante 63 días por el Test and County Cricket Board en 1986 después de que admitiera en una entrevista que había fumado cannabis. Debido a la prohibición, Botham sólo jugó en un Test, el último de la serie contra Nueva Zelanda. Sin embargo, dejó su huella en ese Test: lo empezó ganando Bruce Edgar con su primer lanzamiento, para igualar a Dennis Lillee con 355 como poseedor del récord mundial de wickets en Test. En el siguiente lanzamiento, Jeff Crowe lo pasó por el cordón de deslizamiento. Botham superó la marca en su segundo lanzamiento y se hizo con el récord absoluto al atrapar a Crowe con la pierna por delante. Luego, en la cuarta jornada del partido, después de las centenas de Gatting y Gower, logró un rápido medio siglo en sólo 32 pelotas, incluyendo 24 en un over de Derek Stirling, igualando el récord de la época de más carreras en un over en Tests... un récord del que él era responsable, pero desde el otro lado, después de haber concedido 24 carreras a Andy Roberts en la gira de 1980/81 por las Indias Occidentales. Inglaterra declaró el partido con una enorme ventaja en la primera entrada, pero la lluvia hizo acto de presencia después del almuerzo del cuarto día y sólo se lanzó un over más.
Botham fue sucedido por Peter Roebuck como capitán del Somerset en 1986 pero, durante la temporada, surgieron tensiones en el vestuario del Somerset que acabaron estallando en una disputa a gran escala y provocaron el despido por parte del club de los amigos de Botham, Viv Richards y Joel Garner. Botham, que apoyaba a Richards y Garner, decidió dimitir al final de la temporada. 1986 no fue una temporada para el recuerdo para Botham, excepto por una brillante entrada en la Lista A, en la que logró la mejor puntuación de su carrera en la modalidad de overs limitadas, 175 no out, con el Somerset contra Northamptonshire en un partido de la JPL de 39 overs en el campo de la Wellingborough School. Sin embargo, no sirvió de nada, ya que el tiempo se echó encima y el partido terminó sin resultado. Su anotación sigue siendo un récord en el campo.
La última gira de Botham por Australia fue en 1986/87 bajo la capitanía de Mike Gatting. Participó en cuatro Tests e Inglaterra ganó los Ashes por última vez hasta 2005. En muchos sentidos, la serie fue también el último hurra de Botham, ya que anotó su último siglo (138 en la primera prueba, en Brisbane, que Inglaterra ganó por siete wickets) y su último 5wI (cinco de 41 en la cuarta prueba, en el MCG, que Inglaterra ganó por una entrada y 14 carreras). Wisden señaló que, aunque Botham tuvo una serie modesta desde el punto de vista estadístico,"fue un activo para el equipo" por su entusiasmo y por "desvivirse por animar a los jugadores más jóvenes, especialmente a Phil DeFreitas".

### Worcestershire e Inglaterra (1987 a 1991)
Tras su dimisión de Somerset, Botham se incorporó a Worcestershire para la temporada de 1987 y pasó cinco temporadas con ellos. En 1987, anotó 126 contra su antiguo condado, pero por lo demás tuvo más éxito como bateador de overs limitados, anotando dos siglos y con una media de 40,94. Sus lanzamientos también fueron mucho mejores en la modalidad más corta, en la que promedió 21,29 frente a 42,04 en primera clase. Sus esfuerzos en la modalidad corta ayudaron a Worcestershire a ganar la Sunday League. Terminaron novenos en el Campeonato del Condado y no tuvieron éxito en los dos trofeos eliminatorios. Worcestershire, siguiendo la táctica invernal de Inglaterra, a veces utilizaba a Botham para abrir el bateo en los partidos de un día, en asociación con el abridor habitual Tim Curtis.
Botham jugó en las cinco pruebas de 1987 contra Pakistán, la última vez que representó a Inglaterra en una serie completa. Anotó 232 carreras en la serie, con un medio siglo (51) a 33,14; y sólo se llevó siete wickets, que fueron enormemente caros. Pakistán ganó por una entrada en Headingley y las otras cuatro pruebas quedaron empatadas, aunque Inglaterra estaba en una posición superior en la primera y cuarta pruebas, que perdieron mucho tiempo debido a la lluvia, y por poco no igualó la serie en la cuarta, al quedarse sin overs cuando perseguía un objetivo pequeño. Cuando Pakistán totalizó 708 en The Oval, las 217 carreras concedidas por Botham, en 52 overs, fueron la mayor cantidad de un lanzador inglés, superando las 204 de Ian Peebles, en 71 overs, contra Australia en The Oval en 1930, aunque consiguió tres wickets y también dejó fuera a Imran Khan. El medio siglo, su último y más lento medio centenar en un partido de prueba, fue un esfuerzo tenaz y defensivo que ocupó la mayor parte del último día en un partido empatado, en una asociación ininterrumpida con Gatting (150) para salvar la quinta prueba y mantener el margen de derrota de Inglaterra en 1-0. Se negó a ir de gira con Inglaterra el invierno siguiente, ya fuera para la Copa Mundial de 1987 en India y Pakistán (en la que Inglaterra llegó a la final) o para las giras posteriores por Pakistán (derrota por 1-0) y Nueva Zelanda (una serie empatada 0-0 arruinada por la lluvia).
Botham pasó la temporada australiana 1987-88 en el Queensland, con el que jugó en el Sheffield Shield. Queensland fue uno de los mejores equipos estatales de la década de 1980 y siempre estuvo entre los tres primeros del Shield desde la temporada 1983-84 hasta la 1990-91, pero no lo ganó. En la temporada que Botham jugó allí, sus compañeros de equipo, entre los que se encontraban Allan Border (capitán), el guardameta Ian Healy y el lanzador Craig McDermott, terminaron segundos por detrás de Australia Occidental. Botham anotó varios medios centuries y consiguió un número razonable de wickets, y ayudó a Queensland a llegar a la final del Sheffield Shield. Botham y Dennis Lillee fueron multados por dañar el vestuario del Queensland en Launceston, Tasmania, durante un partido de un día. Cuando el equipo del Queensland voló a Perth para la final del Shield, Botham se vio involucrado en un altercado en el que supuestamente agredió a un compañero de vuelo que había intervenido en una discusión entre los jugadores del Queensland. Queensland perdió la final. Botham fue multado con 800 dólares por un magistrado y con 5.000 dólares por la Junta Australiana de Críquet. Como consecuencia, fue despedido por Queensland.
Regresó en mayo de 1989 y, tras jugar bien a los bolos en el Campeonato del Condado, ayudó a Worcestershire a conquistar su segundo título consecutivo. Con Inglaterra luchando contra el reconstruido equipo australiano de Allan Border, que contaba con jugadores de la talla de Healy, McDermott, Steve Waugh, Merv Hughes y Mark Taylor, Botham fue convocado para el tercer, cuarto y quinto test de la decisiva serie Ashes de 1989. No pudo hacer gran cosa para frenar una marea que se había decantado completamente a favor de Australia y parecía completamente fuera de sí. Sólo anotó 62 carreras, con una media muy baja de 15,50 -dos tercios de ellas en una sola entrada-, y se llevó sólo tres wickets, con una carísima media de 80,33. El verano de 1989 fue testigo de una nueva polémica para Inglaterra con la organización de una gira rebelde a Sudáfrica, en la que todos los participantes fueron expulsados durante tres años: Botham rechazó la gira rebelde con la esperanza de ser seleccionado para la gira de invierno por las Indias Occidentales, pero fue descartado por su baja forma.

### Durham e Inglaterra (1991-92 a 1993)
La última gira de Botham fue a Australia y Nueva Zelanda en 1991-92. En la gira por Nueva Zelanda, sólo jugó en el último Test y en la serie de un día: su contribución más notable fue su puntuación más alta en un ODI, 79, abriendo el bateo, en el que parecía estar en condiciones de alcanzar por fin un siglo en un ODI, pero Nueva Zelanda consiguió mantenerle alejado del strike durante varios overs, se le acabó la paciencia, lanzó un slog directamente al aire y fue atrapado. Después llegó el Mundial de Australia. Botham no había ganado anteriormente ningún premio al hombre del partido en la Copa del Mundo, pero en esta competición ganó dos. Contra la India en el WACA Ground, lanzó con fuerza y limitó a la India, que necesitaba 237, a sólo 27 carreras en sus diez overs, una tasa económica de 2,70 que fue significativamente inferior a la de cualquier otro jugador. Consiguió dos wickets y uno de ellos fue para Sachin Tendulkar. Inglaterra ganó por nueve carreras.
Contra Australia en el Sydney Cricket Ground más adelante en la competición, Botham ganó el premio por el tipo de actuación completa que había hecho su reputación. Australia ganó el sorteo y decidió batear primero. Anotaron 171 tantos en 49 overs y Botham hizo 4 de 31 en sus 10 lanzamientos. A continuación, abrió las entradas de Inglaterra con Graham Gooch -la táctica que Inglaterra había probado en Australia cinco años antes, y de nuevo en los ODI contra Nueva Zelanda al final de la gira antes de la Copa Mundial- y anotó 53 en sólo 77 pelotas en una asociación con Gooch de 107. Inglaterra ganó por ocho a cero. Inglaterra ganó por ocho wickets a falta de nueve overs.
En 1992, Botham se incorporó al recién llegado Durham, en el Campeonato del Condado, y anotó un siglo en la segunda entrada de su partido inaugural de primera clase contra Leicestershire; jugó en los dos primeros Tests contra Pakistán, siendo el segundo, en Lord's, su última aparición en un Test. Botham anotó 2 y 6, siendo expulsado en cada ocasión por el ritmo de Waqar Younis. Como jugador de bolos, sólo participó en cinco overs en las primeras entradas, y su última actuación en los Test fue de nueve: no lanzó en las segundas entradas de Pakistán, debido a una lesión en el pie que se produjo mientras bateaba, aunque jugó en el campo. Inglaterra perdió el partido por dos wickets y Pakistán ganó la serie por 2-1.
Sin embargo, Botham jugó los cinco partidos de la serie ODI, que Inglaterra ganó por 4-1: éstos fueron sus últimos partidos internacionales. El bateo de Inglaterra fue tan dominante en todos los partidos excepto en uno, que Botham sólo entró justo al final de las entradas, o no entró en absoluto, volviendo a su antiguo lugar en el orden intermedio, y tuvo poco que hacer: excepto en el cuarto partido, donde abrió el bateo de nuevo (en ausencia de Gooch) y anotó un respetable y laborioso 40, pero vio a Inglaterra perder sus últimos cuatro wickets por diez carreras y el partido por tres carreras. Sus lanzamientos fueron igualmente mediocres, consiguiendo normalmente uno o dos wickets a una media de cuatro por vuelta: ni anotó una carrera (no bateó) ni consiguió un wicket (0-43) en su último partido.
En 1992, Botham fue nombrado Oficial de la Orden del Imperio Británico (OBE) por sus servicios al críquet y por su labor benéfica en el Queen's Birthday Honours.
Botham se retiró del críquet a mediados de la temporada de 1993, siendo su último partido con Durham contra los australianos visitantes en The Racecourse del 17 al 19 de julio de 1993. Durham bateó primero y anotó 385 para ocho (Wayne Larkins 151). En su última entrada en primera clase, Botham anotó 32 tantos. En respuesta, Australia sólo pudo hacer 221, gracias a Simon Brown, que hizo siete de 70 (Botham no hizo ninguno de 21). Con 164 de desventaja, Australia tuvo que seguir y una victoria para Durham fue posible, pero los siglos de Matthew Hayden y David Boon salvaron a Australia y el partido fue empatado. El resultado final de Botham en los bolos fue de cero para 45 en once overs. En el último over del partido, Botham también se quedó con el wicket, sin llevar guantes ni protectores.

## Récords en el críquet internacional
La carrera de Botham en los Test duró 16 temporadas y disputó 102 partidos. Anotó 5.200 carreras a una media de 33,54, con una puntuación máxima de 208 en sus 14 centuries. Consiguió 383 wickets a una media de 28,40, con una mejor marca de ocho por 34, y logró diez wickets en un partido en cuatro ocasiones. Realizó 120 capturas.
En 116 LOIs entre 1976 y 1992, anotó 2.113 carreras con una puntuación máxima de 79; consiguió 145 wickets con una mejor marca de cuatro por 31; y realizó 36 capturas. Una comparación directa de estos totales con los de su carrera en los Test revela que fue menos efectivo en la forma limitada del juego. Sin embargo, tuvo algunos partidos destacados en la LOI, ganando seis premios al hombre del partido. Botham participó en tres ediciones de la Copa Mundial de Cricket: 1979, 1983 y 1992. Participó en 22 partidos de la Copa del Mundo, incluidas las finales de 1979 y 1992, ambas perdidas por Inglaterra, y formó parte del equipo perdedor de Inglaterra en la semifinal de 1983.
Botham fue el vigésimo primer jugador en lograr el "doblete" de 1.000 carreras y 100 wickets en el críquet de prueba, y llegó a anotar 5.200 carreras y 383 wickets, además de realizar 120 capturas.
Como se ha descrito anteriormente, Botham se convirtió en 1980 en el segundo jugador en lograr el "doblete" de 100 carreras y diez wickets en un partido de críquet Test, después de Alan Davidson en 1960-61. Sin embargo, Botham fue el primer jugador en lograr el "doblete" de 100 carreras y diez wickets en un partido de críquet Test. Sin embargo, Botham fue el primero en conseguir un siglo y diez wickets en un partido de Test (Davidson consiguió 44 y 80). Desde entonces, Imran Khan ha conseguido el doblete de un siglo y diez lanzamientos, con 117, seis de 98 y cinco de 82 contra la India en el estadio Iqbal de Faisalabad, en enero de 1983.

## Lista de centenarios en Test y de entradas de cinco wickets
Cabe destacar que los primeros 202 wickets de Botham se consiguieron a 21,20 por wicket, mientras que sus últimos 181 costaron una media de 36,43 por wicket; la primera media es la que convertiría a Botham en uno de los mejores jugadores de bolos de la era moderna, junto a los grandes de las Indias Occidentales Curtly Ambrose (media de carrera de 20.99), Malcolm Marshall (media de carrera de 20.99) y Andrew Flintoff (media de carrera de 20.99). 99), Malcolm Marshall (promedio de 20,94) y Joel Garner (promedio de 20,97), pero el segundo promedio muestra a un jugador que, como lanzador especialista, no podría mantener un puesto en muchos equipos de pruebas. Esta diferencia puede atribuirse en gran medida a los efectos a largo plazo de una lesión de espalda que sufrió en 1980 y que limitó su velocidad de lanzamiento y su capacidad para golpear la bola.
El bateo de Botham -aunque nunca estuvo a la altura de sus habilidades como lanzador- también decayó, con una media de 38,80 en sus primeros 51 Tests sustancialmente superior a los 28,87 que consiguió en sus últimos 51 Tests, de nuevo una cifra que se consideraría insatisfactoria para un bateador especialista en la mayoría de los equipos de Test. En los primeros 5 años de su carrera, cuando no jugaba como capitán, Botham anotó 2.557 carreras con una media de 49,17, incluidos 11 siglos y una puntuación máxima de 208, logró 196 wickets con una media de 21,28, incluidos diecinueve 5 wickets, y realizó 50 capturas.

## Estilo y técnica
Botham tenía afinidad con Brian Close, su primer capitán de condado, que se convirtió en su mentor, ya que compartían la determinación de hacerlo bien y ganar partidos. Wisden ha comentado otra característica común: "un coraje excepcional", sobre todo porque Botham estaba dispuesto a lanzar en cualquier parte, generalmente en los slips, pero también en posiciones peligrosas cerca del bateador, y era un jardinero brillante. Como bateador, la prensa sensacionalista solía calificar erróneamente a Botham de "gran bateador" (lo que en la práctica implicaba que era un "slogger") pero, si bien es cierto que su fuerza le permitía golpear una bola para hacer seis y su coraje enganchar una para hacer seis, Botham tenía en realidad un estilo de bateo muy correcto, ya que se colocaba de lado y jugaba recto: Wisden elogiaba su "golpeo recto y corte cuadrado".
Puede que Botham no fuera lo bastante bueno como para conservar un puesto fijo en Inglaterra como bateador especialista (su promedio de bateo en los Test fue de un modesto 33,54), pero como lanzador capaz de conseguir 383 wickets en los Test, sin duda lo conseguiría. Wisden elogió a Tom Cartwright por ayudar a desarrollar la técnica de Botham como lanzador de swing y, para cuando debutó en los Test en 1977, Botham ya dominaba el cambio de ritmo, el outswinger y el yorker rápido, todas ellas partes formidables de su repertorio, que finalmente le permitieron batir el récord mundial de wickets en Test.
En Barclays World of Cricket (1986), el excapitán de Inglaterra Tony Lewis comentó la fuerza, el entusiasmo y la agresividad de Botham, "que llevaba a cada partido". Sin embargo, Lewis señaló que la exuberancia de Botham a menudo reducía la eficacia de su juego, ya que asumía demasiados riesgos o se negaba a abandonar una táctica de bolos a pesar de que le costara mucho. Resumió a Botham como un jugador de críquet emocionante al que le faltaba autodisciplina. Botham se encontraba en la mitad de su carrera cuando se publicó el libro, pero Lewis hizo hincapié en la rapidez con la que Botham había alcanzado ciertos hitos, como las 1.000 carreras y los 100 wickets en el críquet de prueba. En aquel momento no parecía haber ninguna razón para que Botham no siguiera alcanzando hitos, pero ya había llegado a la cima y, en retrospectiva, su carrera tuvo un aspecto meteórico. Su rival Imran Khan dijo: "Botham fue alguien a quien no creo que se le hiciera nunca justicia a su talento. Cuando empezó podía haber hecho cualquier cosa, pero decayó muy rápidamente. En cierto modo, nuestras carreras fueron opuestas. Yo empecé bastante despacio, pero mejoré, maximicé mi talento. Él fue al revés, creo".

## Legado
La carrera de Botham y su nivel de habilidad se han debatido a menudo. Por ejemplo, al nombrarlo Jugador de Críquet del Año en su edición de 1978, Wisden describió a Botham como "un personaje decidido que sabe hacia dónde apunta y que, con toda naturalidad y fiereza, se dirigirá a la interesante opinión de que está sobrevalorado" Denis Compton tacharía a Botham de "sobrevalorado" y dijo que "sólo lo hizo bien porque todos los mejores jugadores se habían unido a Packer": es decir, para las Series Mundiales de Críquet (WSC).
Botham no dudaba en elogiar a sus compañeros, por ejemplo, a sus compañeros de bateo Hallam Moseley y Bob Clapp tras el partido de cuartos de final de Benson and Hedges de 1974 contra Hampshire; y a Bob Willis, el hombre cuyo lanzamiento ganó el test match en Headingley en 1981.
El Trofeo Richards-Botham, que sustituirá al Trofeo Wisden para los ganadores de las series de test entre las Indias Occidentales e Inglaterra, lleva el nombre de Botham y Viv Richards.

## Procesos por difamación contra Imran Khan (1994-1996)
En 1994, un año después de su retirada, Botham se vio envuelto en una disputa legal con Imran Khan, quien, en un artículo para India Today, había acusado a Botham y Allan Lamb de desprestigiar el críquet. En respuesta, Botham y Lamb interpusieron una demanda por difamación. El caso se juzgó en el Tribunal Superior en 1996 y el tribunal decidió juzgar en la segunda jornada una demanda separada interpuesta únicamente por Botham contra Khan, quien había sugerido en un artículo de prensa que Botham había estado implicado en la manipulación de pelotas. En la sentencia, Botham fue responsable de todos los gastos del juicio, incluidos los incurridos por Khan.

## Carrera futbolística
Botham era un futbolista de talento, pero, creyendo que se le daba mejor el críquet, eligió este último deporte para su carrera a tiempo completo. Aun así, jugó al fútbol como defensa central entre 1978 y 1985 con el Yeovil Town y el Scunthorpe United. Con el Scunthorpe disputó once partidos en la Football League. Durante su estancia en el Yeovil, Botham jugó con el Football Association XI (un equipo representativo de futbolistas que no juegan en la liga) contra la Northern Football League en Croft Park durante la temporada 1984-85.

## Recaudación de fondos

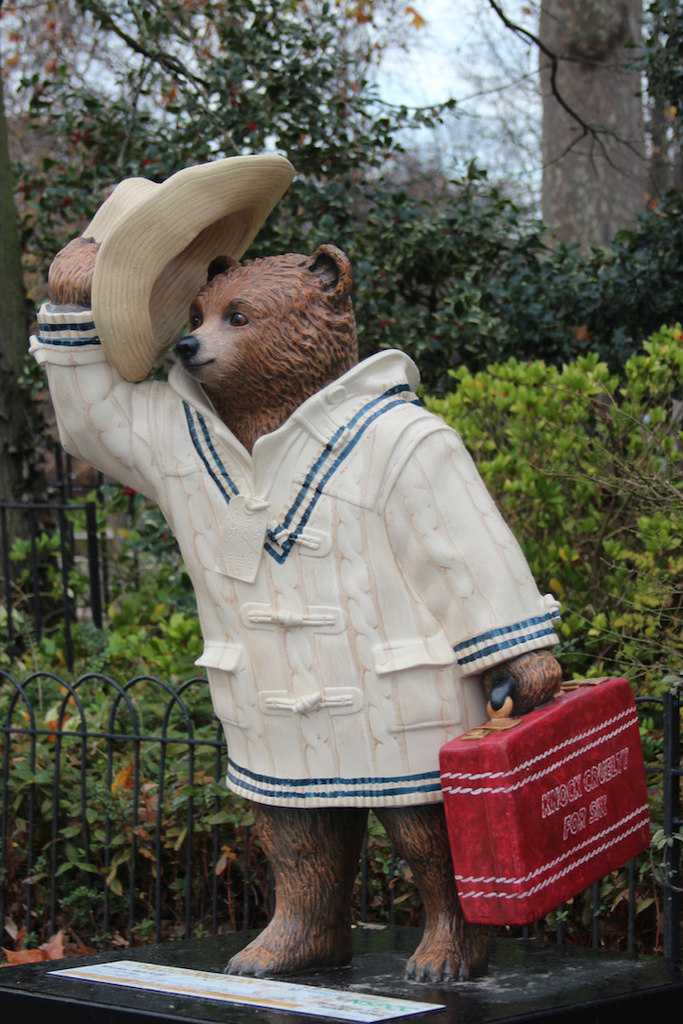
La estatua del oso Paddington de Botham, titulada «Sticky Wicket», en Regent's Park, Londres, subastada para recaudar fondos para la NSPCC

Botham ha sido un prodigioso recaudador de fondos para causas benéficas, realizando un total de 12 marchas benéficas de larga distancia. La primera, en 1985, fue una travesía de 900 millas desde John o' Groats hasta Land's End. Sus esfuerzos se inspiraron en una visita al hospital Musgrove Park de Taunton en 1977, mientras recibía tratamiento por la fractura de un dedo del pie. Cuando se equivocó de camino al entrar en una sala infantil, se sintió desolado al saber que a algunos de los niños sólo les quedaban semanas de vida, y por qué. Desde entonces, sus esfuerzos han recaudado más de 12 millones de libras para fines benéficos, siendo la investigación de la leucemia la principal causa beneficiada. En reconocimiento a esta labor, Botham se convirtió en 2003 en el primer presidente de Bloodwise, la principal organización benéfica contra el cáncer de sangre del Reino Unido. En noviembre de 2014, Botham diseñó una estatua del oso Paddington, una de las cincuenta creadas por diversas celebridades que se ubicaron por todo Londres antes del estreno de la película Paddington, subastándose las estatuas para recaudar fondos para la Sociedad Nacional para la Prevención de la Crueldad contra los Niños (NSPCC).
El 10 de octubre de 2007, Botham fue investido caballero bachiller por la reina Isabel II en el Palacio de Buckingham, tras haber sido nombrado en los honores del cumpleaños de la reina "por sus servicios a la caridad y al críquet".

## Carrera en los medios de comunicación
Tras retirarse del críquet, Botham se dedicó a los medios de comunicación y ha trabajado como analista y comentarista para Sky Sports durante muchos años. A diferencia de Fred Trueman y otros, no se remite a "en mis tiempos". El editor de Wisden Matthew Engel destacó la calma, el ingenio y la sagacidad de Botham como comentarista de televisión, aunque admitió que le sorprendió.
El 9 de agosto de 2009, mientras comentaba la cuarta prueba de los Ashes en Headingley esa temporada, Botham fue invitado a participar en una ceremonia en el campo para incluirlo en el Salón de la Fama del Cricket del ICC junto con los exjugadores de Yorkshire Geoffrey Boycott, Wilfred Rhodes y Fred Trueman. Boycott también asistió, junto con la viuda de Fred Trueman, Veronica, y Colin Graves, quien, como presidente del Yorkshire County Cricket Club, aceptó el honor en nombre de Wilfred Rhodes. dijo Botham: "Estar entre los 55 jugadores más prolíficos de la historia del críquet es un gran honor para mí. Que se reconozca mi carrera en el Salón de la Fama del Críquet del ICC no es algo que hubiera pensado cuando empecé a jugar al críquet, pero recibir hoy este premio es algo por lo que estoy enormemente agradecido". Colin Graves incluyó a Botham en su homenaje a Rhodes cuando dijo: "Es un gran honor aceptar la gorra en nombre de una leyenda de Yorkshire. Wilfred Rhodes era un jugador superdotado y está considerado con razón como uno de los mejores jugadores polivalentes de Inglaterra. También estoy encantado de ver cómo otros dos grandes jugadores de Yorkshire y otro gran todoterreno entran hoy en el Salón de la Fama del Cricket del ICC".
Fue protagonista del programa This Is Your Life en 1981, cuando fue sorprendido por Eamonn Andrews durante un encuentro en Lord's.
El 12 de agosto de 1995, Botham fue entrevistado en profundidad por Andrew Neil en su programa de entrevistas individuales Is This Your Life? para Canal 4.

## Pertenencia a la nobleza
Fue propuesto por Boris Johnson para un título de nobleza vitalicio en los Honores Políticos de 2020, y se informó ampliamente de que el honor era una recompensa por su apoyo al Brexit. Fue creado Barón Botham, de Ravensworth en el condado de North Yorkshire el 10 de septiembre y prestó juramento y tomó posesión de su escaño el 5 de octubre de 2020. Pronunció su discurso inaugural el 3 de noviembre de ese mismo año y, desde entonces, ha realizado otra intervención oral el 25 de noviembre de 2020. Su última votación en la Cámara de los Lores fue en julio de 2021.
El 23 de agosto de 2021, Boris Johnson le nombró enviado comercial del Reino Unido en Australia.

## Vida personal
Botham es daltónico. En 1976, en Doncaster, Botham se casó con Kathryn ("Kathy") Waller (actualmente Lady Botham), a quien conoció en junio de 1974. Después de casarse, vivieron hasta finales de la década de 1980 en Epworth, cerca de Scunthorpe. Tienen un hijo, Liam (nacido en agosto de 1977), y dos hijas. La familia vive ahora en Ravensworth, en North Yorkshire, y también posee una propiedad en Almería, donde Botham juega al golf con frecuencia.
Botham es un ávido pescador de truchas y salmones. Por ello, fue invitado a presentar una serie de televisión llamada Botham on the Fly. También ha sido capitán de equipo en la serie de la BBC A Question of Sport.
Además de la pesca con caña y el golf, Botham es aficionado a la caza y es propietario de un páramo de urogallos, lo que ha dado lugar a una disputa de alto nivel con la Real Sociedad para la Protección de las Aves (RSPB). En agosto de 2016, pidió que Chris Packham fuera despedido por la BBC como parte de una campaña financiada por la industria de la caza de urogallos, después de que Packham hubiera puesto de relieve la implicación de la industria en la matanza ilegal de especies de aves rapaces en peligro de extinción.
Según el New Statesman de 2015, "Botham es un inglés chapado a la antigua es conservador con minúscula y mayúscula" y "un robusto monárquico. Botham fue un firme partidario de la salida del Reino Unido de la Unión Europea. Se le citó: "Personalmente, creo que Inglaterra es una isla. Creo que Inglaterra debe ser Inglaterra. Y creo que deberíamos mantener eso". Apareció en una serie de actos de la campaña pro-Leave en el período previo al referéndum sobre la pertenencia del Reino Unido a la UE en 2016.
La vida privada de Botham también ha tenido apariciones dramáticas ocasionales en los periódicos sensacionalistas británicos, con al menos una aventura extramatrimonial que provocó una disculpa pública a su esposa Kathy. También se peleó públicamente con otros jugadores, como el también jugador inglés Geoff Boycott, el capitán de Somerset Peter Roebuck y el bateador australiano Ian Chappell, con quien tuvo un altercado en un aparcamiento del óvalo de Adelaida durante la serie de las cenizas de 2010-11. Aunque Botham esperaba resolver su larga disputa con Chappell durante un documental de Channel 9 el 27 de junio de 2023, Chappell se negó.